# کانی میسون
کانی میسون (انگلیسی: Connie Mason؛ زادهٔ ۲۴ اوت ۱۹۳۷) هنرپیشه اهل ایالات متحده آمریکا است. از فیلمها با نقش‌آفرینی او می‌توان ضیافت خون را نام برد.